# Gas reale
Si definisce gas reale un gas il cui comportamento termodinamico si discosta da quello di gas ideale, ovvero che non segue l'equazione di stato dei gas perfetti.
Un gas può essere considerato reale per pressioni elevate e basse temperature, cioè per valori della densità del gas abbastanza grandi.
Sulla base della Teoria cinetica dei gas gli scostamenti dal comportamento ideale sono dovuti soprattutto a due delle ipotesi assunte nel modello della teoria:
1. le molecole del gas non sono puntiformi,
2. l'energia di interazione non è trascurabile.

## Diagramma di Andrews

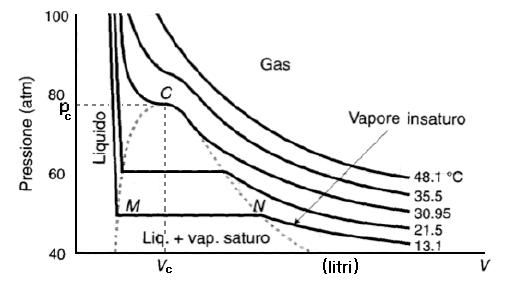
Rappresentazione nel piano p-V del comportamento di un gas reale.

Il diagramma di Andrews è la rappresentazione nel piano p-V (detto anche piano di Clapeyron) del comportamento di un sistema gas-liquido (della stessa sostanza).
Consideriamo un gas racchiuso in un cilindro chiuso tramite un pistone mobile.
Se il gas considerato è ideale, mantenendo la temperatura costante, sul piano di Clapeyron si ottengono delle isoterme, cioè delle iperboli equilatere di equazione {\displaystyle pV=cost}. 
Se invece consideriamo un gas reale, notiamo che solo per temperature abbastanza alte e pressioni abbastanza basse le isoterme si avvicinano a delle iperboli, in accordo con l'equazione di stato dei gas perfetti.

## Potenziale di Lennard-Jones

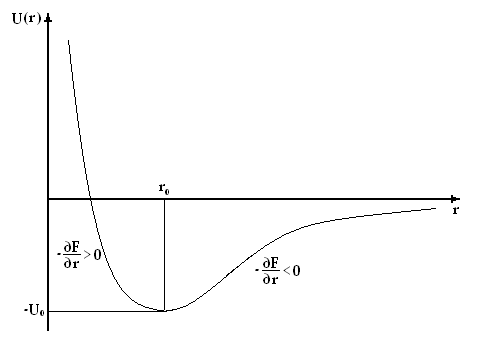
Andamento del potenziale intermolecolare con la distanza

Sulla base dell'osservazione sperimentale quindi un fatto notevolmente importante per la distinzione tra comportamento di gas reale e ideale è proprio il fatto che un gas reale non si può comprimere indefinitamente, in disaccordo con l'ipotesi di gas ideale. Ciò abbiamo appurato essere dovuto al fatto che le molecole occupano un loro covolume. Ma l'osservazione attenta della comprimibilità esprime anche un'altra diversità dal comportamento ideale: il gas è per basse pressioni (ma non troppo basse) più comprimibile che il corrispondente gas ideale e meno comprimibile per valori della pressione più elevati. Questo comportamento dipende essenzialmente dalla temperatura e dal tipo di gas. 
Il comportamento può essere spiegato con la presenza di forze intermolecolari che, per valori di temperatura piccoli, è fortemente repulsiva e per grandi valori della temperatura invece è debolmente attrattiva. La forma di questa forza deriva da un tipico potenziale come in figura. Questo potenziale ha un minimo in corrispondenza di una precisa distanza intermolecolare {\displaystyle r_{0}} che è tipica di ciascuna sostanza e rappresenta il punto in cui la forza è nulla. Prima di tale punto la derivata parziale:
{\displaystyle F(r)=-{\frac {\partial U}{\partial r}}>0}
quindi vi è repulsione tra le molecole che cresce velocemente al diminuire della distanza, per {\displaystyle r>r_{0}} invece si ha una derivata negativa che implica una forza attrattiva, ma tuttavia sempre più debole fino a scomparire per distanze molto grandi. Sulla base di questo potenziale detto di Lennard-Jones o 12-6 che ha la forma:
{\displaystyle U(r)=U_{0}\left[\left({\frac {r_{0}}{r}}\right)^{12}-2\left({\frac {r_{0}}{r}}\right)^{6}\right]}
nel 1873 Van der Waals formula un'equazione di stato per i gas reali che tiene conto del fatto che le molecole hanno un proprio volume ed esistono forze intermolecolari che influiscono sulla pressione del gas.